# Chodynkafeld

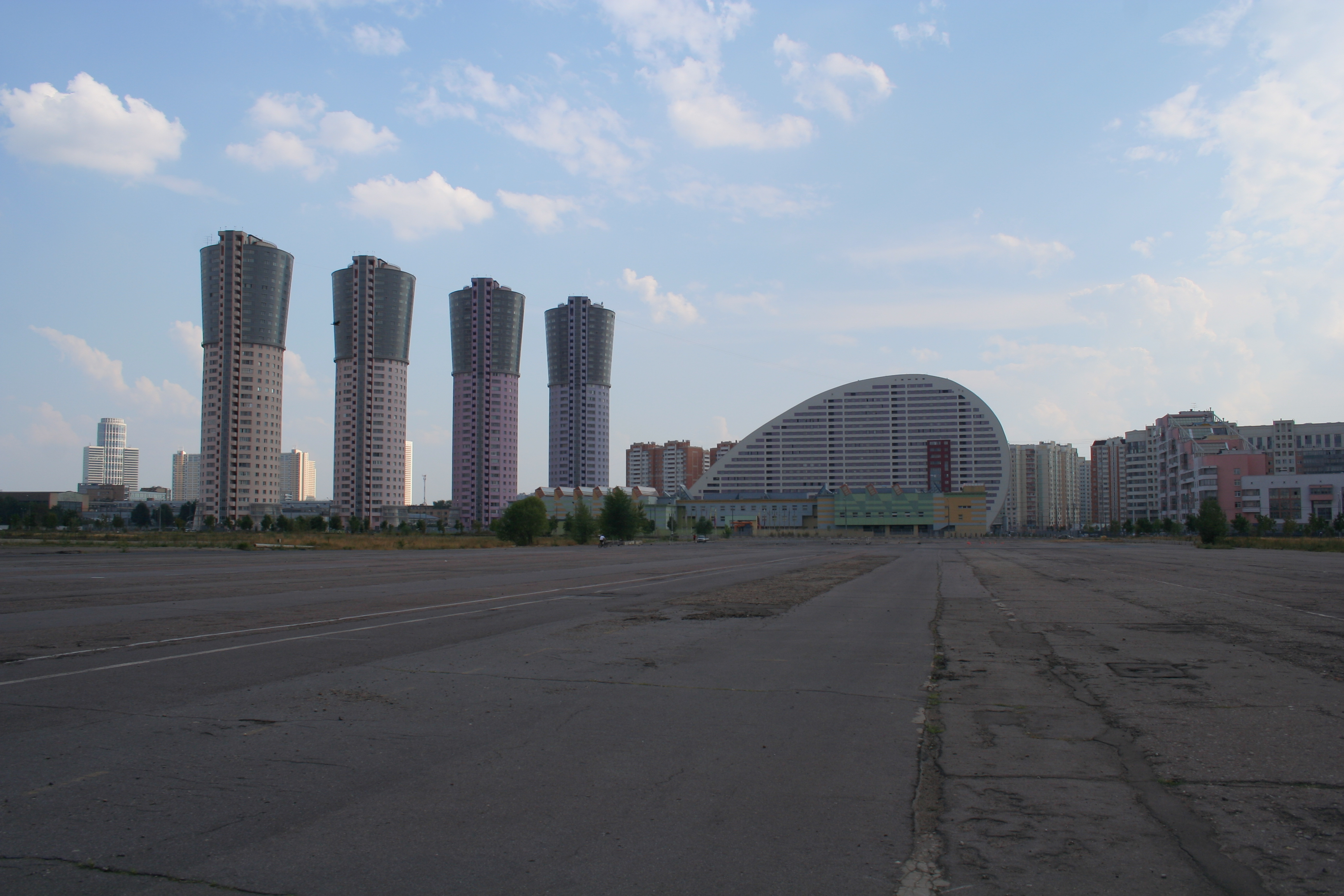
Chodynkafeld im Jahr 2010: Ehemaliges Rollfeld des Flughafens, im Hintergrund neu erbaute Wohnblocks

Das Chodynkafeld (russisch Ходынское поле, Chodynskoje pole) ist eine historische Ortslage nordwestlich des Moskauer Stadtzentrums und unmittelbar südlich der Ausfallstraße „Leningrader Prospekt“. Das heute teilweise bebaute Areal diente in seiner Geschichte unter anderem als militärisches Gelände, aber auch als Moskaus erster Passagierflughafen.

## Geschichte
Unter seinem bis heute bekannten Namen, der wiederum an das hier einst verlaufende und heute größtenteils unterirdisch geleitete Flüsschen Chodynka angelehnt ist, wurde das Chodynkafeld 1389 in einer Urkunde des Moskauer Großfürsten Dmitri Donskoi erwähnt. Dort hieß das Feld Chodynka-Wiese. Zur damaligen Zeit und noch bis ins 18. Jahrhundert wurde das Feld vorwiegend landwirtschaftlich genutzt, bis Mitte des 19. Jahrhunderts lag es außerhalb der Moskauer Stadtgrenzen. Im Juli 1609 – mitten in der sogenannten Zeit der Wirren – war das Chodynkafeld Schauplatz der Kämpfe zwischen den Truppen des Zaren Wassili IV. (Schuiski) und des Hochstaplers Pseudodimitri II.
Nachdem das Feld nicht mehr als landwirtschaftliche Fläche genutzt worden war, wurden dort unter anderem Truppenübungsplätze, Kasernen und Militärlager angelegt. Zudem veranstaltete man dort gelegentlich größere Ausstellungen und Volksfeste. Zu den bekanntesten derartigen Ereignissen auf dem Chodynkafeld zählt die 1775 durchgeführte Feier anlässlich des Friedens von Küçük Kaynarca, mit dem der Russisch-Türkische Krieg von 1768–1774 beendet wurde. An diesem Volksfest nahmen damals rund 60.000 Menschen teil.
Auf dem Chodynkafeld fand auch die Allrussische Industrie- und Handwerksausstellung 1882 statt. Im Mai 1896 war das Chodynkafeld Schauplatz eines mit mehreren Hunderttausend Besuchern besonders großen Volksfestes anlässlich der Krönung des letzten russischen Zaren Nikolaus II. Dieses Volksfest endete in einer Katastrophe, der sogenannten Chodynka-Tragödie: Bei einer Massenpanik, die sich während der Ausgabe der Geschenke ereignete, kamen 1389 Personen ums Leben.

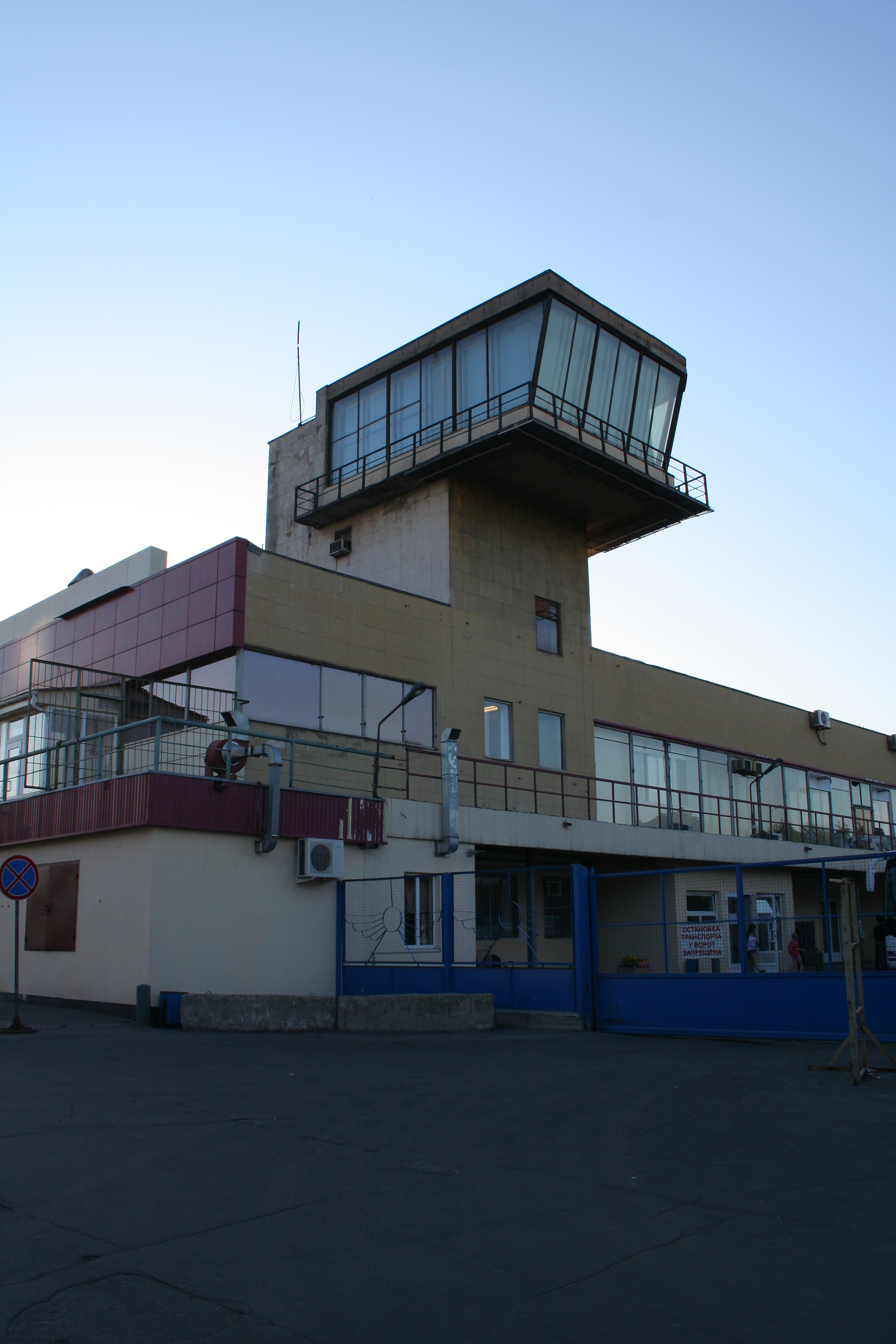
Ehemaliger Tower des Passagierflughafens

Ab Anfang des 20. Jahrhunderts wurde das Feld zunehmend auch von einheimischen Flugpionieren und Testpiloten (darunter Pjotr Nesterow, später auch Waleri Tschkalow) als Versuchsgelände genutzt. 1910 wurde auf einem großen Teil des Feldes der erste Moskauer Flugplatz gegründet, der bis zum Jahr 1922 zu einem Passagierflughafen gestaltet wurde und seitdem sowohl innerrussische als auch internationale Flüge (wie beispielsweise Moskau–Königsberg–Berlin) abfertigte. Der Flugzeugkonstrukteur Alexander Jakowlew arbeitete hier. Bis zum Bau des Flughafens Bykowo im Moskauer Umland im Jahr 1933 war der Flughafen auf dem Chodynkafeld der einzige in Moskau. Er gab der nördlich und entlang des Leningrader Prospektes gelegenen Wohngegend ebenso wie der 1938 eröffneten nahegelegenen Metrostation den Namen Aeroport (wörtlich „Flughafen“).
Mit der Inbetriebnahme mehrerer neuer Verkehrsflughäfen im Großraum Moskau – darunter des Flughafens Wnukowo im Jahr 1941 – ließ die Bedeutung des Chodynka-Flugplatzes für den Passagierverkehr nach. Er wurde zunehmend als Zubringer-Flugplatz genutzt: Passagiere anderer Flughäfen konnten dort einchecken und wurden anfangs per Hubschrauber, später mit Omnibussen zu ihrer jeweiligen Maschine transportiert. Das Passagierterminal (bekannt als Aerowoksal, wörtlich also „Aerobahnhof“) im Norden des Chodynkafeldes diente noch bis in die 1990er Jahre als Busstation.
In der Nachkriegszeit wurde die Nutzung des Chodynkafeldes als ziviler Flughafen aufgegeben. Die vorhandene Start- und Landebahn wurde vom sowjetischen Militär übernommen und diente seither als Militärflugplatz, der den Namen des Revolutionärs Michail Frunse erhielt. In der näheren Umgebung des Flugplatzes siedelten sich mehrere bekannte Experimental-Konstruktionsbüros für Luftfahrttechnik an (u. a. Suchoi, Iljuschin, Jakowlew, MiG). Neben militärischen Flugzeugen und Hubschraubern starteten auf dem Chodynkafeld auch Testflüge von Passagierflugzeugen.

## Heutige Nutzung

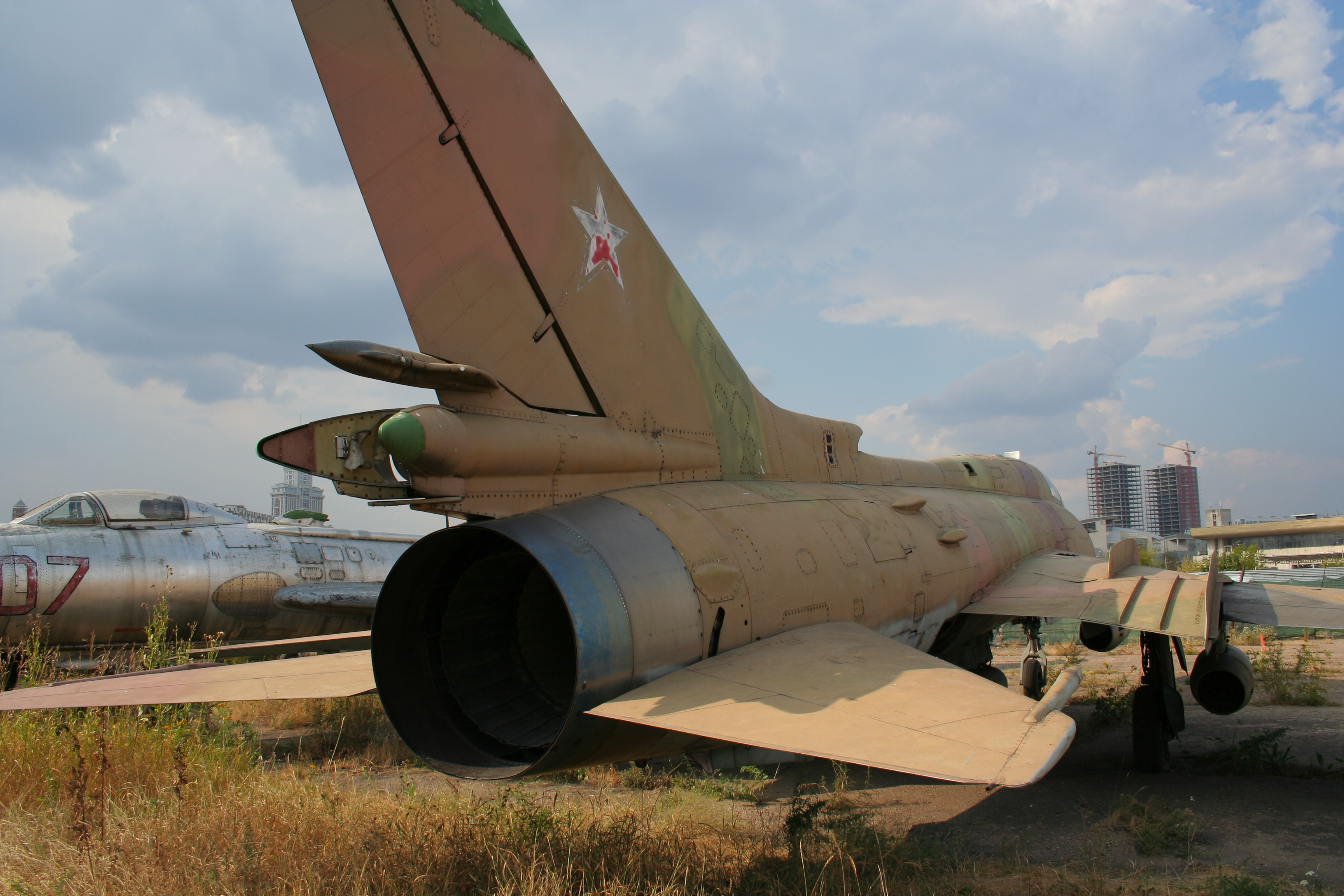
Alte Su-22-Militärmaschinen auf dem Chodynkafeld (2010)

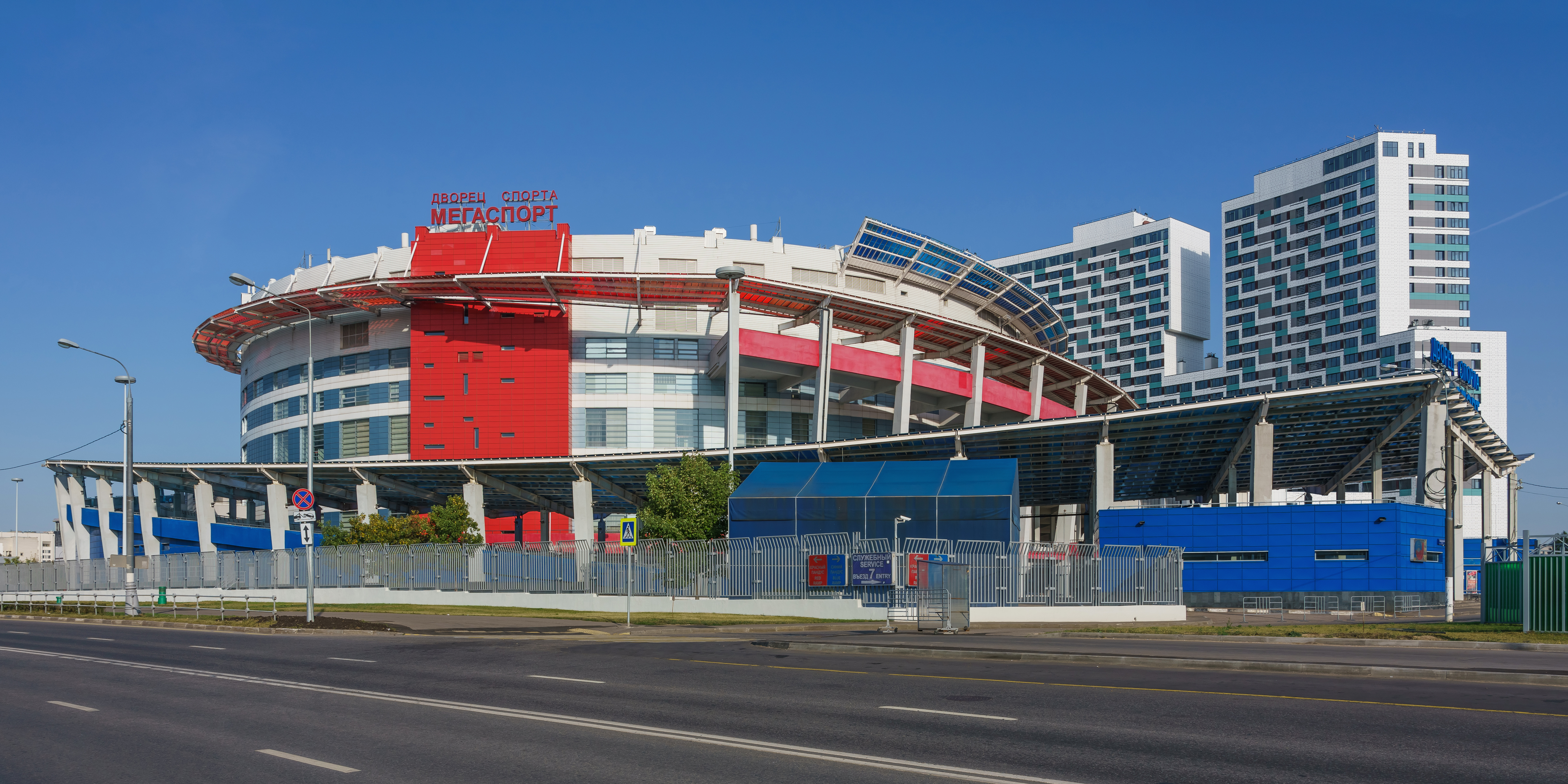
Die Megasport-Arena im Jahr 2018

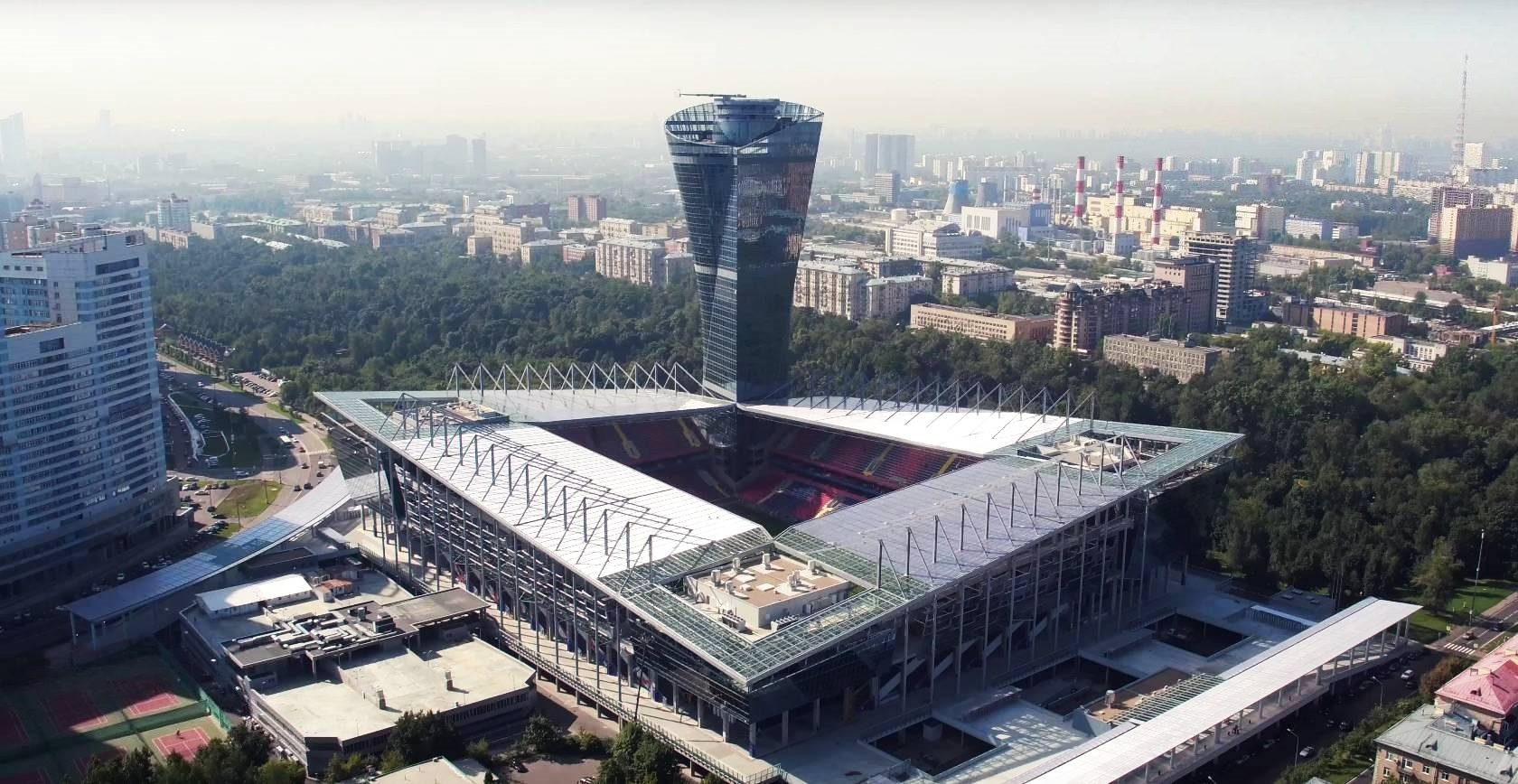
Blick auf die WEB Arena im August 2016

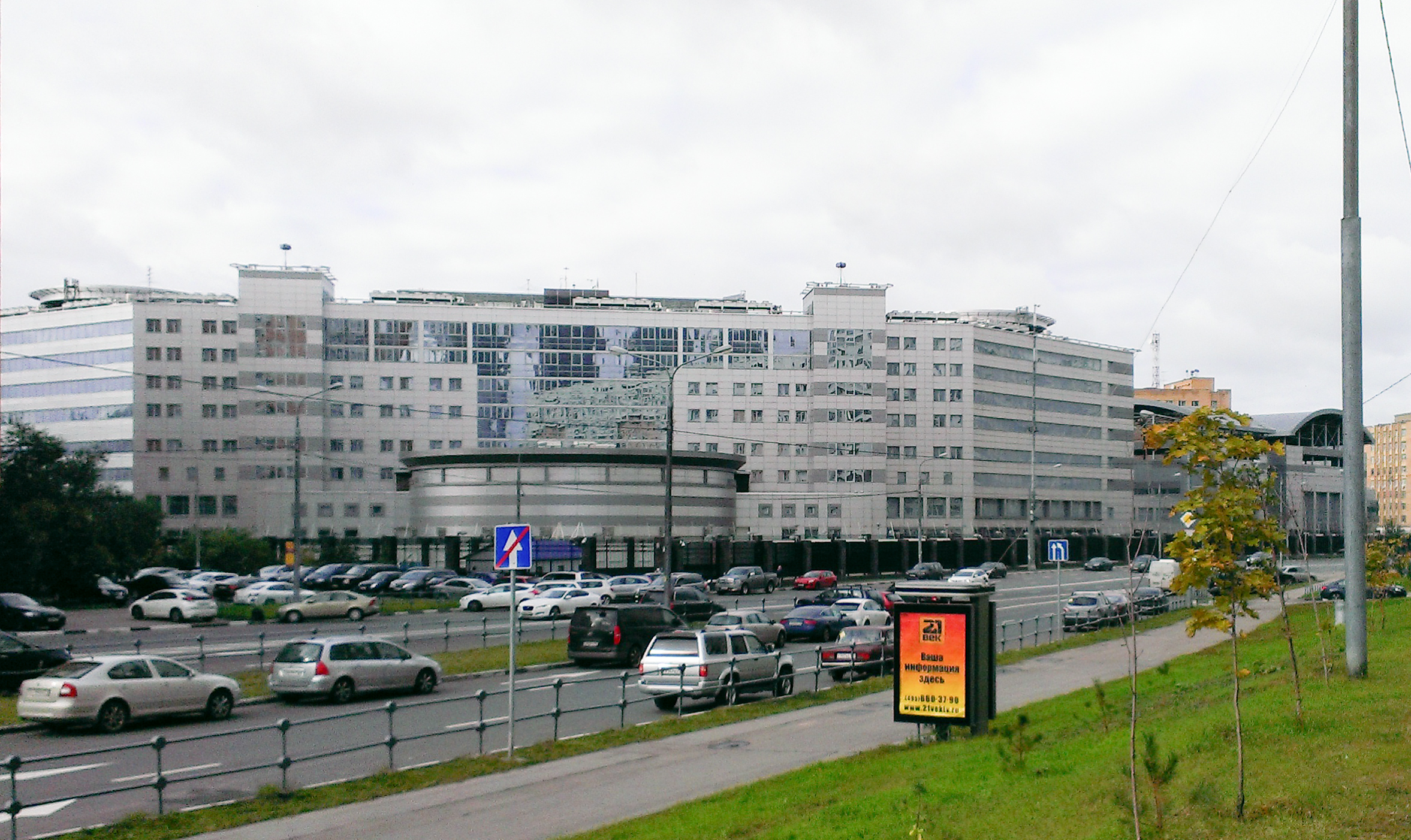
GRU-Hauptquartier am Chodynkafeld im Jahre 2013

2003 wurde der Frunse-Militärflugplatz stillgelegt, Teile des Flugplatzgeländes wurden inzwischen mit neuen Wohnblocks und anderen Objekten wie der 2006 eröffneten Multifunktionshalle „Megasport-Arena“ bebaut. Der Arena gegenüber wurde die WEB Arena errichtet. Am südlichen Rand des Geländes liegt das Hauptquartier des militärischen Geheimdienstes GRU.
Von den ursprünglichen Anlagen ist heute nur noch das ehemalige Rollfeld erhalten, das als Übungsstrecke für Auto- und Motorradfahrer genutzt wird, ferner liegen größere Ackerflächen rund um das Rollfeld derzeit noch brach. Geplant ist die Errichtung weiterer Wohnviertel auf dem ehemaligen Flugplatz. 1991 wurde ein Luftfahrtmuseum eröffnet, das jedoch mit der Stilllegung des Platzes aufgrund fehlender finanzieller Mittel ebenfalls geschlossen wurde. Die ausgestellten Militärflugzeuge, darunter seltene Prototypen der ehemals am Platz beheimateten Konstruktionsbüros, stehen bereits heute, soweit sie nicht von anderen Museen übernommen werden konnten, entlang des ehemaligen Rollfeldes und sind derzeit faktisch dem Verfall und Vandalismus preisgegeben.
Im Vorfeld der Militärparaden zum Tag des Sieges, die jedes Jahr am 9. Mai auf dem Roten Platz stattfinden, dient der ehemalige Flugplatz als Sammelplatz für die dabei verwendete Militärtechnik. Am Tag der Parade sowie während der Proben wird die Technik dann vom Chodynkafeld zum nahe verlaufenden Leningrader Prospekt und von dort über die Twerskaja-Straße ins Stadtzentrum transportiert.